# Skorikovia
Skorikovia (лат.) — род ос-немок из подсемейства Mutillinae. Известно около 10 видов. Палеарктика.

## Описание
В Европе встречается 1 вид. У самцов 13-члениковые усики, у самок — 12-члениковые. Тело в густых волосках. Самка осы пробирается в чужое гнездо и откладывает яйца на личинок хозяина, которыми кормятся их собственные личинки.
САМЕЦ. Мандибула обычно трехзубая с крупным субвентральным зубцом. Вольселла гениталий с длинным, часто изогнутым внутрь кусписом, базивольселла с крупным, изогнутым вверх наружным лепестком. Вольселла апикально и базивольселла с длинными подпрямоугольными волосками. Клипеус базально с продольным срединным килевидным возвышением, уплощенным спереди и расширенным треугольно, образуя пластинку с нечетким краем. Мезоплевры вентрально без прекоксального зубца (хорошо развит у Nemka). Метасомальные бледные полосы слабее, чем у Nemka.
САМКА. Пигидиальная пластинка треугольно удлинена, в основании слабо изогнута и расширена, латеральный киль слабо расширен апикально; густо полосатая в продольном направлении, полосы слабо расходятся от срединной линии. Клипеус базально со срединным широким бугорком, дорсовентрально сжата и изогнута вверх. Скутум широкий с прескутеллярным поперечным килем. Тергит Т1 с вершинной бахромой черных волосков. T2 базально с большим медиальным пятном бледных волосков, с латеральным пятном бледных волосков или без него и апикально с полосой таких волосков, медиально расширенной треугольно или просто округлой. Т3 с полосой бледных волосков, Т4 с латеральным пятном.

## Систематика
Около 10 видов. Род назван в честь энтомолога А. С. Скорикова.
- Skorikovia anatolica  Lelej, 2009 — Турция[4]
- Skorikovia bactriana Lelej, 2024 — Афганистан, Таджикистан[2]
- Skorikovia elongata  (Radoszkowski, 1885) (=Mutilla elongata, ♂)[5] — Россия (Ставропольский край); Азербайджан, Армения, Казахстан, Кыргызстан, Узбекистан, Таджикистан, Туркменистан и Иран[2]
- Skorikovia maxim Lelej, 2024 — Россия (Астраханская область, Калмыкия); Азербайджан, Северный Иран, Юго-Западный Пакистан[2]
- Skorikovia pallipes  (Lelej, 1985) — Иран
- Skorikovia pliginskiji (Lelej, 1984) — Греция, Украина (Крым), Хорватия, Югославия. Россия.[6] (=Smicromyrme pliginskiji)
- Skorikovia radoszkovskii (Skorikov, 1935) (=Ephutomma radoszkovskii)[7] — Турция (азиатская территория), Азербайджан, Грузия, Россия (Дагестан)[4]
- Skorikovia sanguinicollis  (Klug, 1829)[8] — Египет, Ливия
- Skorikovia serta  (Radoszkowski, 1885)[5] — Россия (Южный Урал)
  - =Mutilla serta Radoszkowski, 1885 (самка)
  - =Smicromyrme serta
- Skorikovia transcaucasica (Lelej, 1985) (=Smicromyrme transcaucasica) — Турция (Эрзурум) (новый рекорд), Армения, Азербайджан[4]
- Skorikovia trinotata  (Costa, 1858) — Крым, Дагестан, юг и восток европейской части России, Южный Урал; Австрия, Болгария, Хорватия, Чехия, Греция, Венгрия, Италия, Черногория, Словакия[2]
  - =Mutilla triangularis Radoszkowski, 1865 (самка)[9]
  - =Smicromyrme pliginskiji Lelej, 1984 (самец)